# ألان غولدبرغ
ألان غولدبرغ (بالإنجليزية: Alan Goldberg)‏ هو محام بالقضاء العالي وقاضي أسترالي، ولد في 7 أغسطس 1940 في ملبورن في أستراليا، وتوفي بنفس المكان في 23 يوليو 2016.